# Кейнан, Амос
Амос Кейнан (ивр. עמוס קינן‎, фамилия при рождении Левин, לוין‎;
2 мая 1927, Тель-Авив — 4 августа 2009, там же) — израильский писатель, публицист, переводчик, художник и скульптор, один из основателей Израильско-Палестинского совета (1970). Литературные произведения Кейнана носят фантасмагорический, гротескный характер и содержат резкую сатиру на израильский политический истеблишмент и диктат религиозных кругов.

## Биография
Амос Левин родился в 1927 году в Южном Тель-Авиве в семье выходцев из России. Его родители исповедовали светские социалистические взгляды; его отец, строительный рабочий, был выходцем из «трудовых отрядов» — халуцианской молодёжной организации. Сам Амос входил в молодёжную организацию «Ха-шомер ха-цаир». После окончания седьмого класса он оставил школу и пошёл работать на фабрику. В 1946 году, познакомившись с поэтом Йонатаном Ратошем, Амос узнал от того об идеологии ханаанейцев и проникся ею на всю оставшуюся жизнь, занимая в дальнейшем резко антиклерикальные позиции. Он стал одним из основателей постоянного органа ханаанейцев — журнала «Алеф».
В 1947 году Амос присоединился к еврейской боевой организации «ЛЕХИ» и участвовал в бою в Дейр-Ясине, где был ранен. После начала Войны за независимость Израиля он пошёл добровольцем в ЦАХАЛ и сражался в составе 8-й бригады под командованием Ицхака Саде. По окончании войны он работал журналистом в газете «Гаарец». В 1950 году, когда основатель и постоянный автор колонки «Узи и К°» Биньямин Таммуз отправился в заграничную поездку, вести рубрику было поручено Кейнану, который занимался этим до конца 1952 года, резко и последовательно выступая против государственного истеблишмента и в особенности против его религиозной части. В 1953 году он был арестован по обвинению в покушении на убийство министра транспорта Давида-Цви Пинкаса, представлявшего религиозную партию «Мизрахи». Кейнан обвинялся в том, что бросил бомбу в сад Пинкаса после того, как при его участии было принято постановление правительства о запрете частного автомобильного движения по субботам с целью экономии горючего (Пинкас умер через два месяца после покушения от разрыва сердца). Суд оправдал Кейнана, но его отказ сотрудничать со следствием отрицательно сказался на его репутации и журналистской карьере: из «Гаарец» его уволили, и ему пришлось зарабатывать на жизнь сочинением дешёвых книжек о Тарзане, которые писал под псевдонимом «Йовав».
В 1954 году Кейнан уехал в Париж, где прожил до 1963 года. В годы жизни во Франции он работал как скульптор и драматург, а также продолжал писать публицистические материалы для французских, американских и израильских СМИ (в том числе для журнала Ури Авнери «Ха-олам ха-зе»). По возвращении в Израиль он стал колумнистом газеты «Едиот Ахронот»; одновременно он продолжал работать над литературными произведениями. Его карьера в «Едиот Ахронот» продолжалась более 40 лет, а после Шестидневной войны он по заданию отдела пропаганды израильского МИДа ездил на Запад брать интервью по поводу арабо-израильского конфликта у таких деятелей культуры, как Жан-Поль Сартр, Герберт Маркузе и Ноам Хомский.
Амос Кейнан на протяжении многих лет выступал сторонником мирного разрешения арабо-израильского конфликта в форме «два государства для двух народов». Уже в 1950-е годы он пропагандировал идею израильско-палестинской федерации, а в 1970 году стал одним из основателей Израильско-Палестинского совета. В 1974 году вступил в партию Ариэля Шарона «Шломцион», а в 1980-е годы входил в израильское представительство в ООН. В браке с профессором-искусствоведом Нурит Герц у Кейнана родились две дочери — Рона и Шломцион. В 2008 году вышла его биография авторства Герц, согласно которой Амос давал ей понять, что действительно участвовал в покушении на жизнь министра Пинкаса в 1952 году. Амос Кейнан, в последние годы жизни страдавший от болезни Альцгеймера, умер в августе 2009 года и был похоронен в кибуце Эйнат.

## Творчество
Первый рассказ Кейнана был опубликован в 1949 году в журнале общества ханаанейцев «Алеф». Его фельетоны, публиковавшиеся в рубрике «Узи и К°» в газете «Гаарец», вошли в состав двух сборников — «Мнение Узи» (1949) и «Бичами и скорпионами» (1953), а впоследствии были собраны вместе с более поздними публикациями в сборнике «Книга фельетонов: 1948—1984» (1984) с иллюстрациями автора.
В годы пребывания в Париже Кейнан зарекомендовал себя как успешный драматург: его пьесы ставились как во Франции, так и в Швейцарии в обработке Мориса Бежара. Среди пьес этого периода — «Воздушный шар», «Динозавры», «Лев». Две его книги, вышедшие на французском языке (в переводе его тогдашней подруги Кристианы Рошфор), иллюстрировал Пьер Алешинский. В 1962 году вышла его первая персональная книга в Израиле — «На станции», написанная в авангардного концептуализма. Текст книги составлен из реплик персонажей, которых автор не называет и не описывает, связанных ассоциациями между отдельными словами или речевыми оборотами. В дальнейшем Кенан постоянно проявлял себя как мастер гротеска и фантасмагории. Так, с названием сборника воспоминаний о погибшем бойце «Хаганы» «Друзья рассказывают о Джимми» перекликается название его эпатажной пьесы «Друзья рассказывают об Иисусе» (1972; запрещена цензурой). В повести «Вахев, что в Суфе» (1988) главный герой, которого, как и автора, зовут Амос Кейнан, внезапно обнаруживает, что окружающим он известен как Иоханан Левин и документы в его кармане выписаны на это же имя.
Важное место в творчестве Кенана занимала тема отхода Израиля от сионистских идеалов его юности. Это беспокойство находит отражение в романе-антиутопии «На пути в Эйн-Харод» (1984), в котором Кенан выводит кибуц Эйн-Харод как последнее убежище в Земле Израильской, которую планомерно уничтожает еврейская военная хунта. Та же тема потери идеалов звучит в стихотворном сборнике 1999 года «Конец эры пресмыкающихся». Тема самоидентификации израильтян поднимается в сборнике рассказов «Тюльпаны — наши братья» (1989). В общей сложности было издано свыше десятка книг Кейнана.
В 1960-е годы Кейнан выступил также в качестве сценариста и режиссёра. Фильмы «Как это прекрасно» (поставленный им самим) и «Дыра в луне» (поставленный по его сценарию режиссёром Ури Зоаром) были удостоены премий. Роман «На пути в Эйн-Харод», переведенный на восемь языков, лёг в основу одноимённого художественного фильма (1990), а книга «В твою землю — на твою родину» — в основу документального фильма Мордехая Киршенбаума «Колодцы», где сравниваются резко различающиеся взгляды Кейнана и Наоми Шемер — двух людей, искренне любящих Землю Израильскую. В 1970 году Кенан снялся в фильме Моше Мизрахи «Клиент в мёртвом сезоне».
В 1980-е годы международную известность получило драматическое переложение Кейнаном «Похождений бравого солдата Швейка» Ярослава Гашека. В этот же период годы Кейнан переводил на иврит пьесы европейских драматургов XX века, в том числе «Макбетт» Эжена Ионеско, «Беккет» Жана Ануя и «Царь Убу» Альфреда Жери. Он принимал участие также в составлении каталогов произведений израильских художников и скульпторов и сборника статей об искусстве Израиля.

## Награды
- Премия им. Сэма Шпигеля (1962, за сценарий фильма «Дыра в луне»)[9]
- Премия Израильского совета по кинематографу (1970)[9]
- Премия Международного театрального института (1995)[9]
- Премия им. Бренера (1998)[9]